# Elkhorn (Montana)
Elkhorn es un lugar designado por el censo ubicado en el condado de Jefferson en el estado estadounidense de Montana. En el Censo de 2010 tenía una población de 10 habitantes y una densidad poblacional de 0,57 personas por km².

## Geografía
Elkhorn se encuentra ubicado en las coordenadas 46°17′4″N 111°56′56″O / 46.28444, -111.94889. Según la Oficina del Censo de los Estados Unidos, Elkhorn tiene una superficie total de 17.46 km², de la cual 17.46 km² corresponden a tierra firme y (0%) 0 km² es agua.

## Demografía
Según el censo de 2010, había 10 personas residiendo en Elkhorn. La densidad de población era de 0,57 hab./km². De los 10 habitantes, Elkhorn estaba compuesto por el 80% blancos, el 0% eran afroamericanos, el 10% eran amerindios, el 0% eran asiáticos, el 0% eran isleños del Pacífico, el 0% eran de otras razas y el 10% pertenecían a dos o más razas. Del total de la población el 0% eran hispanos o latinos de cualquier raza.